# Liotyphlops anops
Liotyphlops anops — вид змій родини американських сліпунів (Anomalepididae). Ендемік Колумбії.

## Поширення й екологія
Liotyphlops anops відомі з двох місцевостей, одна з яких розташована поблизу Боготи в департаменті Кундінамарка, а друга — в околицях Вільявісенсіо в департаменті Сантандер. Вони живуть у вологих рівнинних тропічних лісах. Ведуть риючий спосіб життя, живляться дощовими черв'яками й личинками комах.